# أروج
أروج هي قرية في مقاطعة جلفا، إيران. عدد سكان هذه القرية هو 131 في سنة 2006.